# Frederic William Maitland

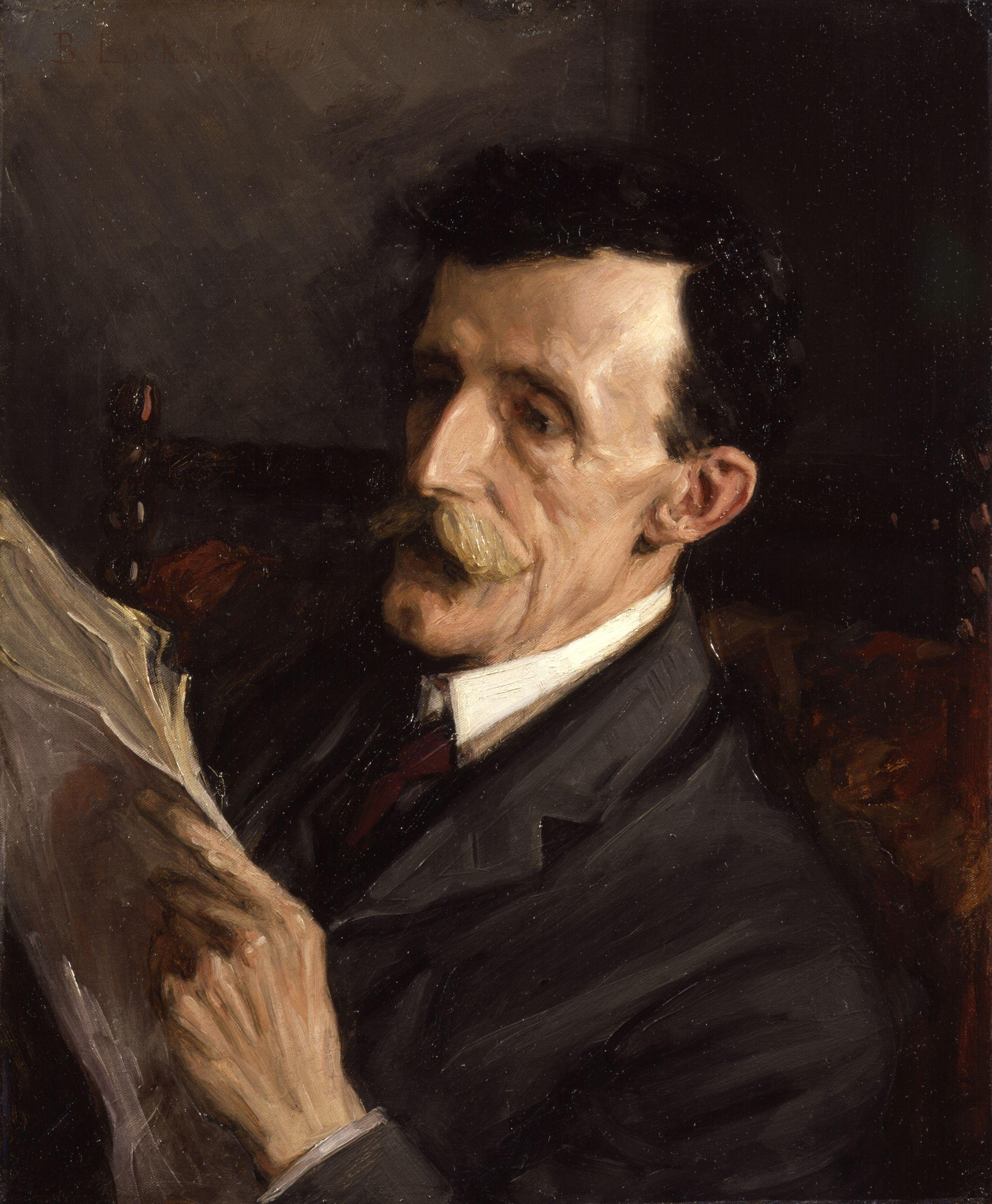
Frederic William Maitland, Beatrice Lock, 1906

Frederic William Maitland (* 28. Mai 1850 in London; † 19. Dezember 1906 auf Gran Canaria) war ein englischer Jurist und Historiker.

## Leben
Der Sohn von John Gorham Maitland wurde am Eton College und am Trinity College der University of Cambridge ausgebildet. Er war in London Anwalt (Zulassung 1876, called to the bar in Lincoln’s Inn), spezialisiert auf Equity und Immobilienrecht, bevor er ab 1884 Reader in englischem Recht an der Universität Cambridge wurde. 1888 wurde er dort Downing Professor of the Laws of England. 1906 starb er auf Gran Canaria an Tuberkulose.
1887 war er Gründer der Selden Society, für die er auch viele der ersten Bände herausgab.
1897 gab er die Ford Lectures in englischer Geschichte in Oxford. Ebenfalls 1897 wurde er in die American Academy of Arts and Sciences gewählt. 1900 wurde er als korrespondierendes Mitglied in die Preußische und 1902 in die Bayerische Akademie der Wissenschaften aufgenommen. 1902 wurde er zum Mitglied (Fellow) der British Academy gewählt.
Frederic William Maitland war mit Florence Henrietta Fisher verheiratet. Das Ehepaar hatte zwei Töchter. Nach Maitlands Tod heirateten seine Witwe und Francis Darwin, ein Sohn von Charles Darwin.

## Werke
- The collected papers of Frederic William Maitland. Ed. by H. A. L. Fisher. Cambridge: Cambridge University Press 1911 (3 Bände)
- mit Frederick Pollock History of English Law befor the time of Edward I., Cambridge University Press 1895, 1898, Archive
- Pleas of the Crown for the County of Gloucester before the Abbot of Reading and his Fellows Justices Itinerant, Macmillan, 1884.
- Justice and Police, Macmillan, 1885.
- Bracton’s Note-Book, C. J. Clay & Sons, 1887, Cambridge University Press, 2010
- Domesday Book and Beyond, Cambridge University Press, 1897. Online
- Township and Borough: Being the Ford Lectures Delivered in the University of Oxford in the October Term of 1897, Cambridge University Press, 1898.
- Roman Canon Law in the Church of England, London: Methuen, 1898.
- English Law and the Renaissance: the Rede Lecture for 1901, Cambridge University Press, 1901.
- Charters of the Borough of Cambridge, Cambridge University Press, 1901, Cambridge University Press, 2010
- Life of Leslie Stephen, Duckworth & Co., 1906.
- The Constitutional History of England, Cambridge University Press, 1908
- Equity. Also the Forms of Action at Common Law, herausgegeben von A.H. Chaytor und W.J. Whittaker, Cambridge University Press, 1910.
- mit Francis G. Montague: A Sketch of English Legal History, G. P. Putnam’s Sons, 1915.
- The Letters of Frederic William Maitland, Selden Society, 1965.
- The Anglican Settlement and the Scottish Reformation, in The Cambridge Modern History, Band 2, 1903

Als Herausgeber verschiedener Bände der Jahrbücher der Selden Society:
- Select Pleas for the Crown, Vol. 1: 1200–1225, Selden Society, Band 1, 1887
- Select Pleas in Manorial and other Seignorial Courts, Vol. 1: Henry III and Edward I., Selden Society, Band 2, 1888
- mit W. Paley Baildon: The Court Baron: Precedents of pleading in manorial and other local courts, Selden Society, Band 4, 1890
- mit W. J. Whittaker: The mirror of justices, Selden Society, Band 7, 1893
- Select passages from Bracton and Azo, Selden Society, Band 8, 1894
- Bände für die Zeit Edwards II, Band 17, 19, 20, 22, 24, 27, 1903–1912